# Государственный академический русский народный хор имени М. Е. Пятницкого
Государственный академический орденов Трудового Красного Знамени и Дружбы народов русский народный хор имени М. Е. Пятницкого (официальное наименование — ФГБУК «Государственный академический русский народный хор имени М. Е. Пятницкого») — российский музыкальный коллектив, исполняющий народную музыку.

## История

### Российская империя
Родоначальником народного хорового пения на профессиональной сцене и организатором первого в России народного хора был Митрофан Ефимович Пятницкий (1864—1927). Он ездил по деревням и сёлам центральной России, слушал народных певцов. Более 400 песен, записанных на старинном валиковом фонографе, сохранились в архивах Митрофана Пятницкого. Пятницкий был настолько покорен народными исполнителями, что у него появилась мечта показать на концертной эстраде русскую песню в её подлинном виде, так, как она звучала веками.
Первый концерт коллектива состоялся (17 февраля) 2 марта 1911 года в Москве на сцене Благородного собрания. Перед публикой предстали поющие крестьяне. Первоначальный состав насчитывал восемнадцать человек из трёх срединных российских губерний. До начала 1920-х годов певцов приглашали на концерты в Москву, а затем они возвращались в свои деревни. Лишь через 10 лет Митрофан Пятницкий перевёз участников хора на жительство в столицу, и они стали выступать в постоянном составе.
В четверг 17-го и пятницу 18-го в час дня имеет быть концерт крестьян-великороссов, специально выписанных из Воронежской, Рязанской и др. губерний. В программе: 1) Хоровые песни с сопровождением старинных инструментов — гуслей, жалеек, лиры. 2) Былины и исторические песни. 3) Причитания плакальщиц…
— именно так выглядели первые афиши ныне известного коллектива — Государственного академического русского народного хора им. М. Е. Пятницкого в 1911 году.

### СССР
После смерти Пятницкого в 1927 году руководителем хора стал Пётр Михайлович Казьмин, племянник Митрофана Ефимовича, литературовед и фольклорист.
В 1931 году с приходом Владимира Григорьевича Захарова, в дальнейшем Народного артиста СССР, хор впервые запел авторские песни, в которых находила отражение переживаемая тогда эпоха — коллективизация, индустриализация. Среди них были и песни «Ой, туманы мои», «Песня о России». В. М. Молотов вспоминал, что песни хора нравились Сталину.
В 1936 году коллективу был присвоен статус Государственного.
В 1938 году были созданы две новые профессиональные группы — танцевальная и оркестровая. Плясуны, как и певцы, тоже отбирались «из народа» — не по наличию специальной хореографической подготовки, а по наличию одарённости. Основателем и руководителем танцевальной группы ансамбля на протяжении 60 лет была Татьяна Алексеевна Устинова, балетмейстер, постановщик и репетитор, создатель более 200 танцевальных произведений, с 1961 года Народный артист СССР.
Начиная с 1956 года, хором руководил Мариан Коваль, советский композитор, народный артист РСФСР. В 1962 году хор возглавил композитор Валентин Сергеевич Левашов, чьи песни вошли в репертуар коллектива. Он привлёк к сотрудничеству с хором композиторов А. Новикова, В. Мурадели, В. Соловьёва-Седого, А. Пахмутову, Э. Колмановского, С. Туликова. Репертуар пополнился новым жанром вокально-хореографической композиции, который включал: брянские игрища, калужские переборы, курскую пляску с частушками. С 1989 года хор возглавляла Пермякова Александра Андреевна (с 1989 года — директор, а с 1995 года — художественный руководитель — директор), народная артистка РФ, лауреат премии Правительства Российской Федерации, профессор.
В 1968 году хору присвоено звание «Академический».

### Российская Федерация
19 февраля 2001 года коллектив Государственного академического русского народного хора имени М. Е. Пятницкого удостоен Благодарности Президента Российской Федерации «За большой вклад в развитие отечественной культуры».
3 марта 2006 года коллектив федерального государственного учреждения культуры «Государственный академический русский народный хор имени М. Е. Пятницкого» удостоен Благодарности Президента Российской Федерации За большой вклад в развитие русского народного искусства и достигнутые творческие успехи.
19 февраля 2011 года коллектив федерального государственного учреждения культуры «Государственный академический русский народный хор имени М. Е. Пятницкого» удостоен Благодарности Президента Российской Федерации за большой вклад в развитие отечественной культуры и сохранение традиций русского народного искусства.

## Фильмография
- 1953 — Песни родной стороны
- 1964 — Морозко
- 1968 — Огонь, вода и... медные трубы
- 1986 — Певучая Россия

## Награды и признание
- орденом Трудового Красного Знамени (1961),
- орденом Дружбы народов (1986),
- медалью правительства РФ «Патриот России» (2007).
- В 2001 году заложена именная звезда коллектива на «Аллее звёзд» в Москве.
- В 2008 году хор стал лауреатом премии «Национальное достояние страны».
- В 1968 году хор награждён Почётной грамотой Президиума Верховного Совета РСФСР[5].